# گاز نجیب
گازهای نجیب که بی‌بو و بی‌رنگ و بی‌مزه هستند، به عنصرهای هلیم(²He)، نئون(¹⁰Ne)، آرگون(¹⁸Ar)، کریپتون(³⁶Kr)، زنون(⁵⁴Xe)، رادون(⁸⁶Rn) و اوگانسون(¹¹⁸Og) گفته می‌شود که همه در دمای اتاق گازی هستند و در گروه ۱۸ جدول تناوبی قرار دارند. به استثنای هلیم، تمام گازهای نجیب دارای آرایش الکترونی خارجی ns2 np6 هستند که آرایش‌هایی بسیار پایدارند.
تمامی این گازها تک اتمی هستند و به مقدار کم در اتمسفر یافت می‌شوند (تنها حدود یک درصد حجم هوا را تشکیل می‌دهند). در بین گازهای نجیب، رادون  جز عناصر رادیواکتیو هست. گازهای نجیب بیشترین انرژی یونیزاسیون را داشته و الکترونگاتیویته آن‌ها بسیار کم و ناچیز است. این گازها نقطه ذوب پایینی دارند (هلیم کمترین مقدار نقطه ذوب را دارد) و همگی در هوای اتاق به شکل گاز هستند.
تا سال ۱۹۶۰ میلادی تصور می‌شد که این گازها به علت داشتن عدد اکسیداسیون برابر «صفر» بی‌اثر هستند و تمایل به تشکیل ترکیب ندارند. تمامی گازهای نجیب ماکزیمم تعداد الکترون را در لایه بیرونی (آخر) الکترونی خود دارا بوده (گاز هلیم ۲ و بقیه گازها ۸ الکترون) و تمایل اندکی به گرفتن یا از دست دادن الکترون دارند که همین خاصیت موجب پایداری آنها شده‌است. در مورد گازهای هلیم، نئون و آرگون ترکیب شناخته شده‌ای ثبت نشده ولی کریپتون در واکنش با فلوئور تشکیل ماده جامد بی‌رنگی می‌دهد. زنون هم تشکیل ترکیبات زیادی با اکسیژن و فلوئور ایجاد می‌کند.

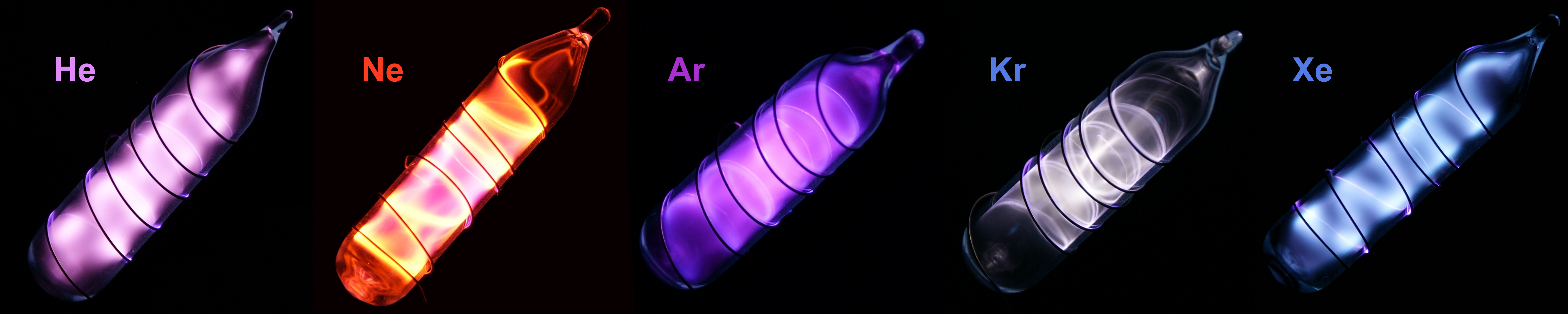
گازهای نجیب در حال تابش، از راست به چپ: زنون، کریپتون، آرگون، نئون، هلیم

## خواص و ترکیب‌ها
تا سال ۱۹۶۲ میلادی تصور می‌رفت که این گازها در واقع از نظر فعالیت شیمیایی بی‌اثرند، ولی در آن سال مارسلین بارتلت با تهیهٔ ترکیبی به فرمول O2PtF6 (بلورهای قرمز نارنجی) و با توجه به اینکه انرژی یونش Xe , O2 بهم نزدیک است (حدود ۲۷۹ کیلوکالری بر مول) به فکر تهیه O2PtF6 افتاد و سرانجام آن را به صورت بلورهای زرد رنگ بدست آورد. به تدریج ترکیب‌های دیگری از Xe بدست آمد که بیشتر آن‌ها را می‌توان از XeF6 (که خود مانند سایر فلوئوریدهای زنون از ترکیب مستقیم در دمای قوس الکتریکی حاصل می‌شوند) بدست آورد. فرمول و ساختار برخی از این ترکیب‌ها در جدول زیر نشان داده شده‌است.

## سرچشمه اصلی گازهای نجیب اتمسفری
بر اساس تئوری‌های فعلی، گاز آرگون موجود در اطراف زمین از ماگماهای آتش‌فشانی تولید شده‌است، اما دانشمندان مؤسسه پلی‌تکنیک رنسلر در نیویورک که نتایج بررسی‌های خود را در مجله نیچر منتشر کرده‌اند، پژوهش‌های تازه‌ای را در این باره انجام داده‌اند. پژوهشگران فرضیه‌ای را مطرح کردند مبنی بر این که این گاز می‌توانسته از پوسته اقیانوسی آزاد شده باشد. در حقیقت پوسته اقیانوسی برعکس پوسته زمینی از کانی‌هایی ساخته شده‌است که غنی از آرگون هستند.

## روش تهیه
آرگون، نئون، کریپتون و زنون نخستین بار بین سال‌های ۱۸۹۴ تا ۱۸۹۸ میلادی توسط ویلیام رمزی، جان استرات و تراورس از راه تقطیر جزﺀ به جزﺀ هوای مایع بدست آمدند. رادون از راه واکنش‌های واپاشی رادیواکتیوی توریوم و رادیوم توسط فردریک دورن در سال ۱۹۰۰ میلادی کشف شد.

## کاربردهای مهم
- ساخت لامپ‌های تابلوهای تزئینی فروشگاه‌ها (گاز هلیوم رنگ زرد، نئون قرمز، آرگون قرمز یا آبی، کریپتون سبز مایل به آبی، و زنون رنگ آبی متمایل به سبز ایجاد می‌کند)
- افزودنعلی

## نگارخانه

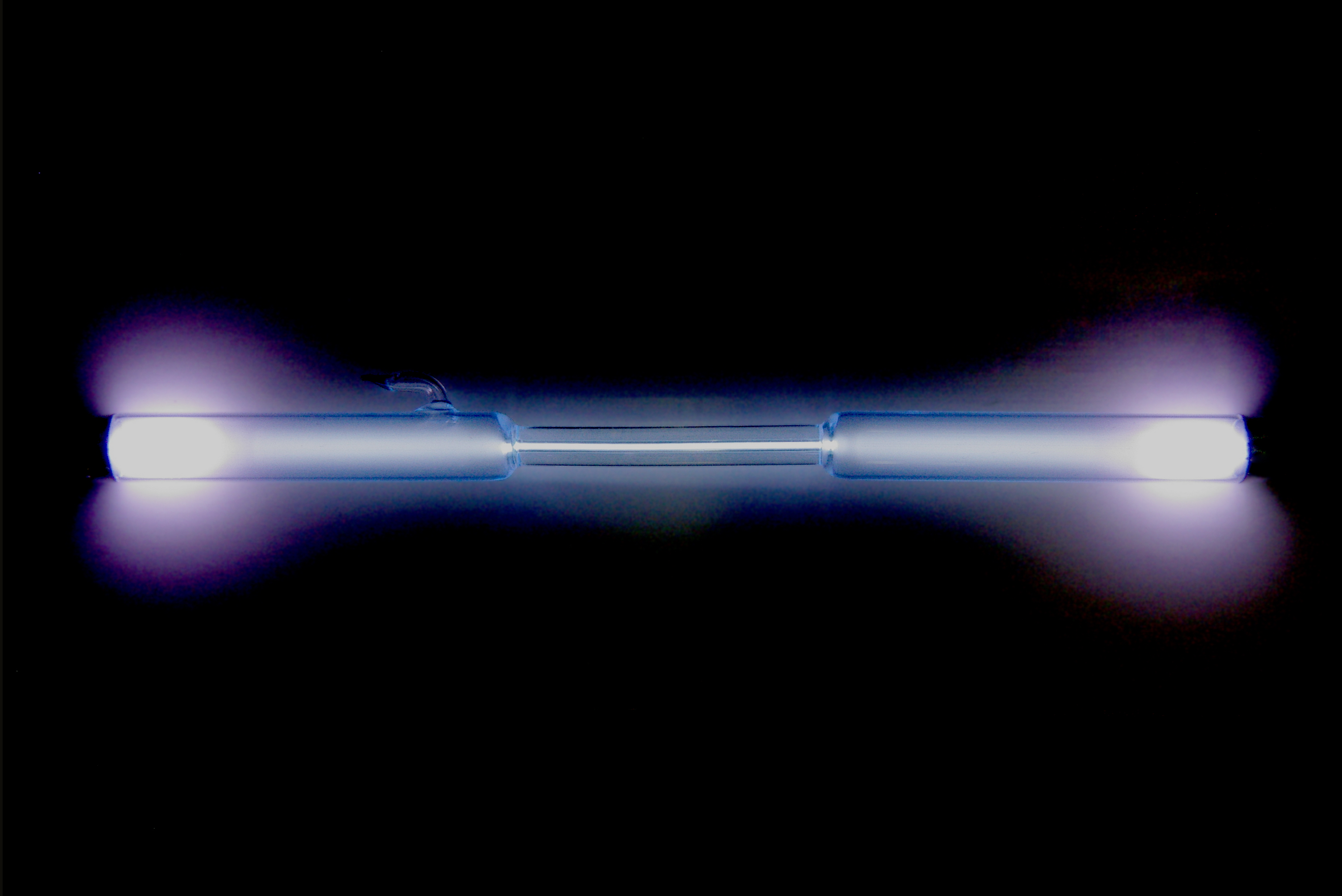
طیف لامپ تخلیه پر شده توسط گاز نجیب زنون
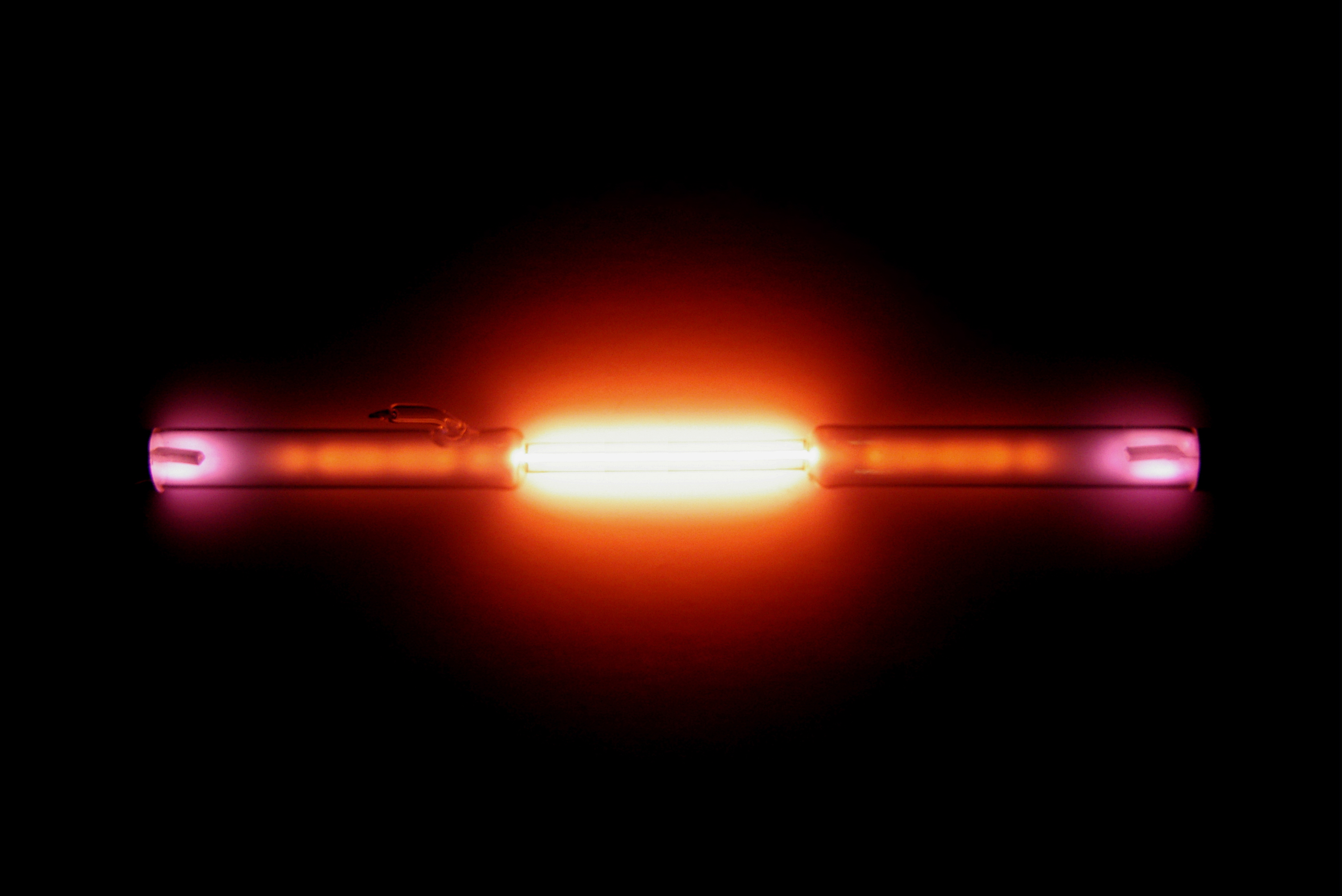
طیف لامپ تخلیه پر شده توسط گاز نجیب هلیوم
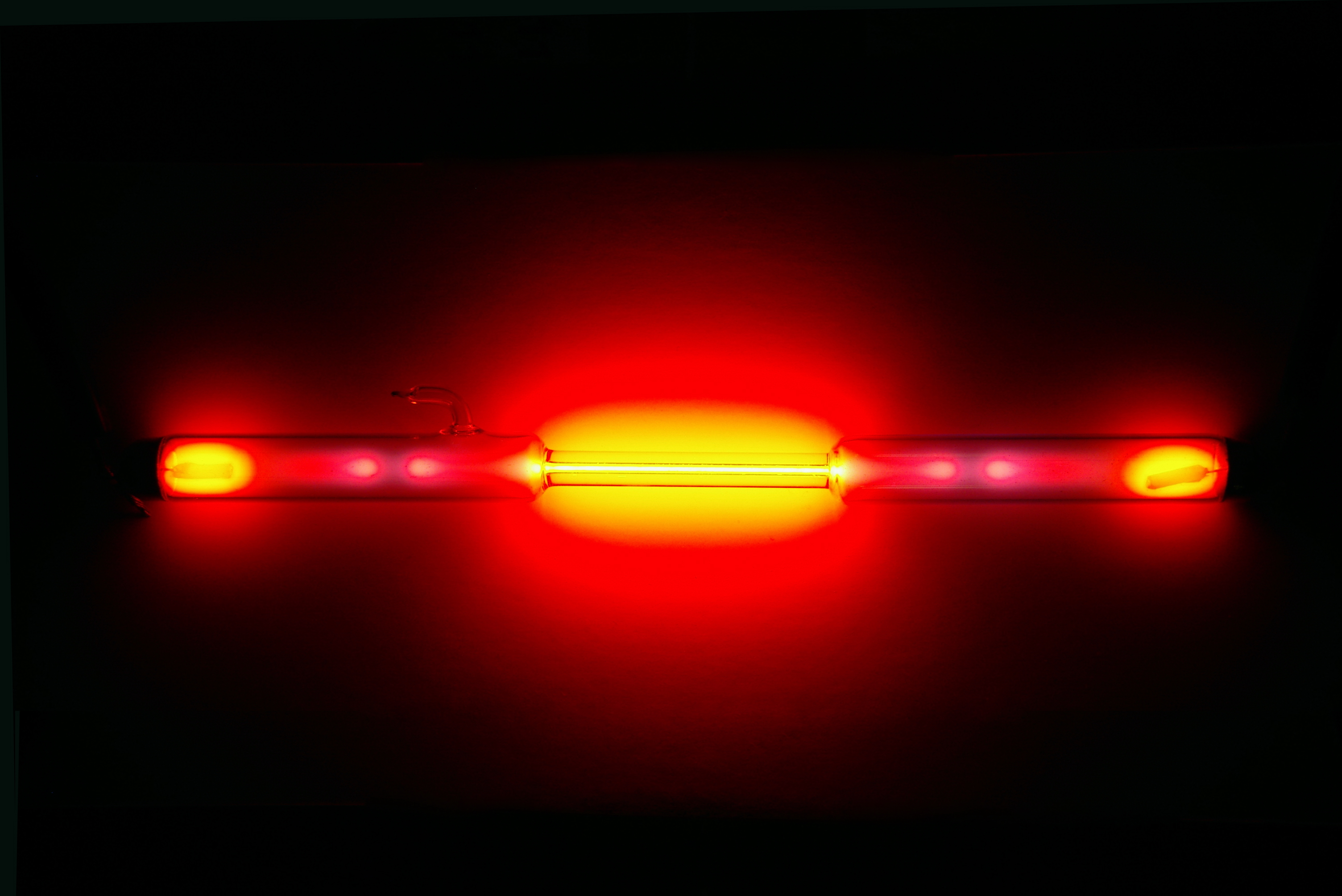
طیف لامپ تخلیه پر شده توسط گاز نجیب نئون
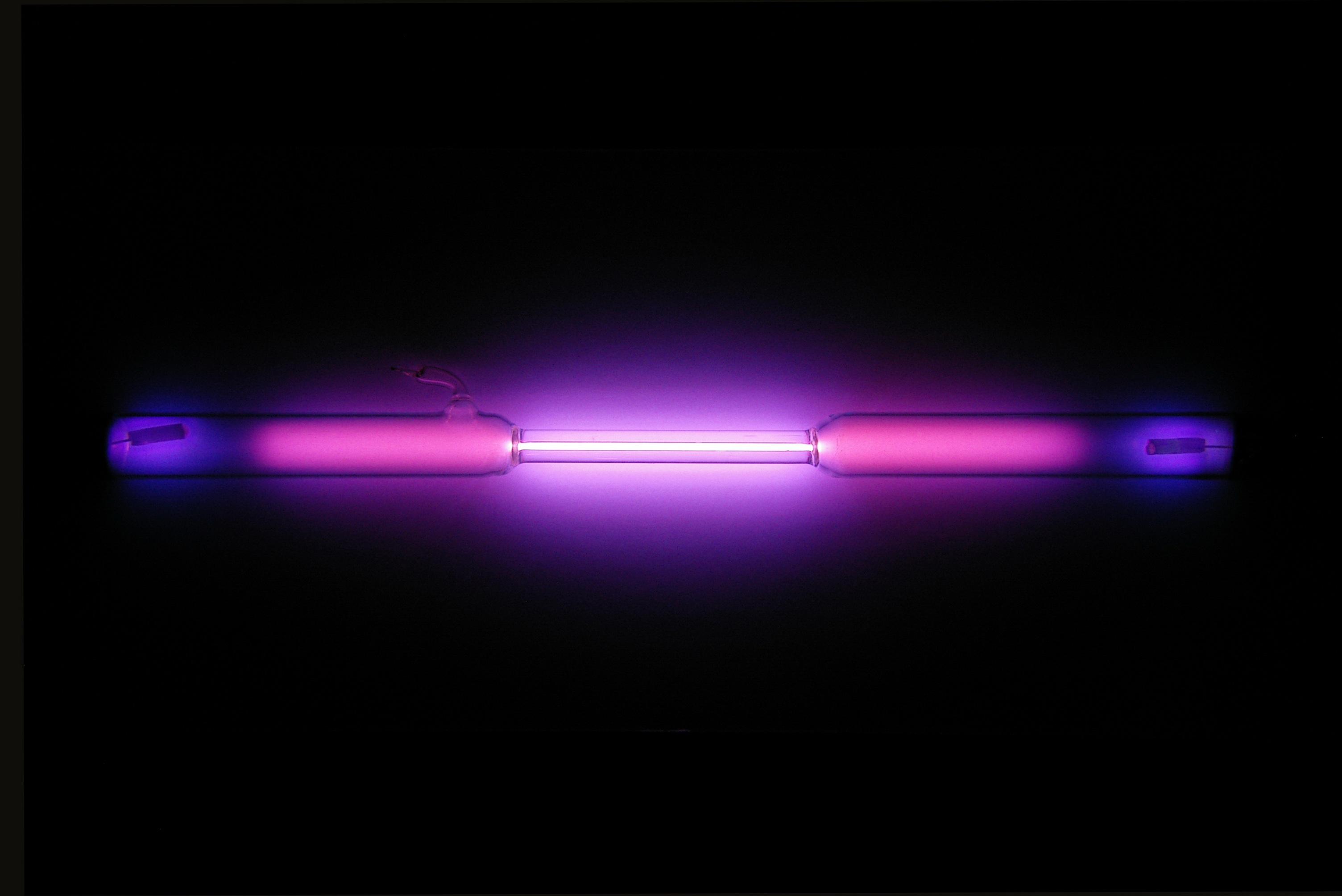
طیف لامپ تخلیه پر شده توسط گاز نجیب آرگون
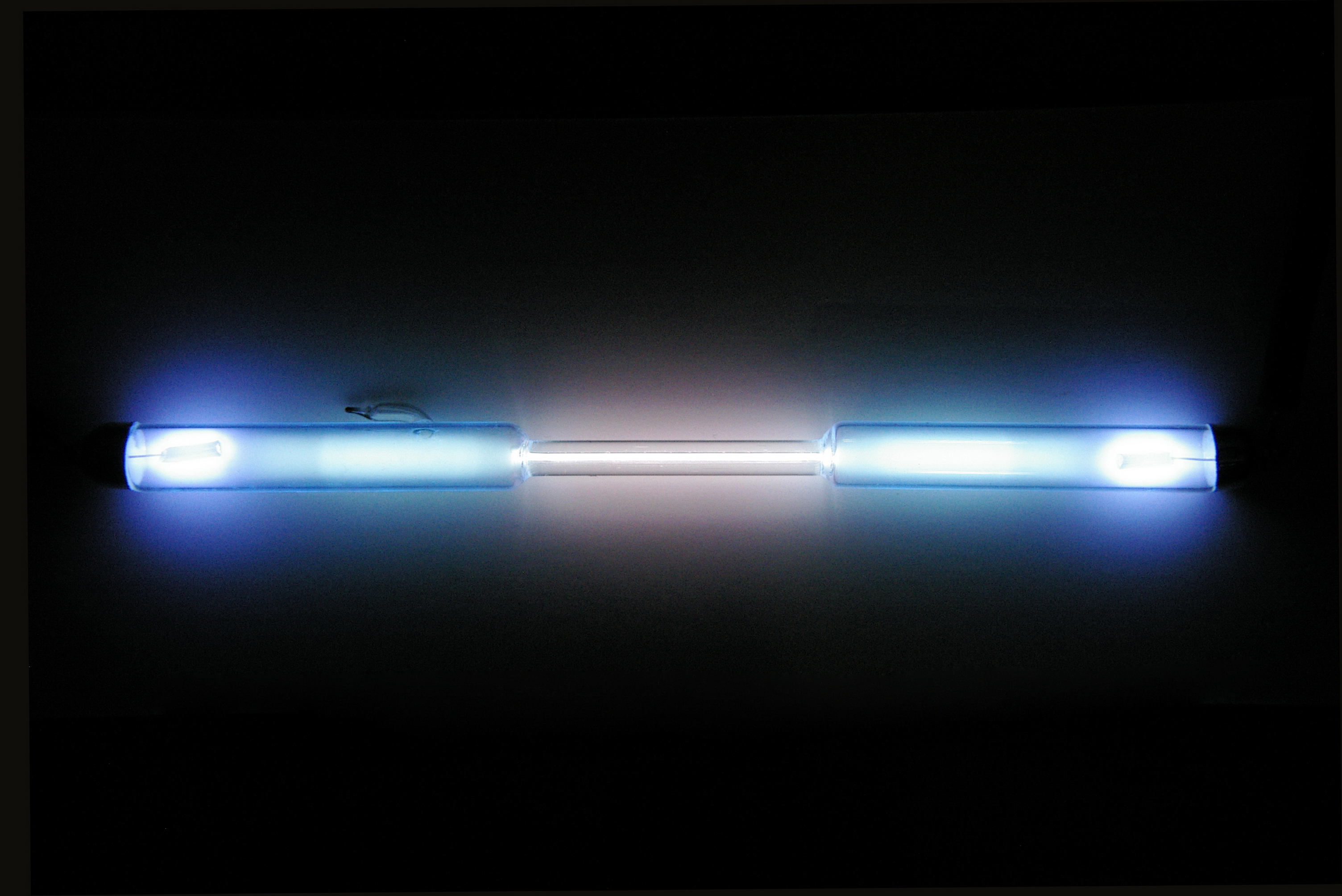
طیف لامپ تخلیه پر شده توسط گاز نجیب کریپتون
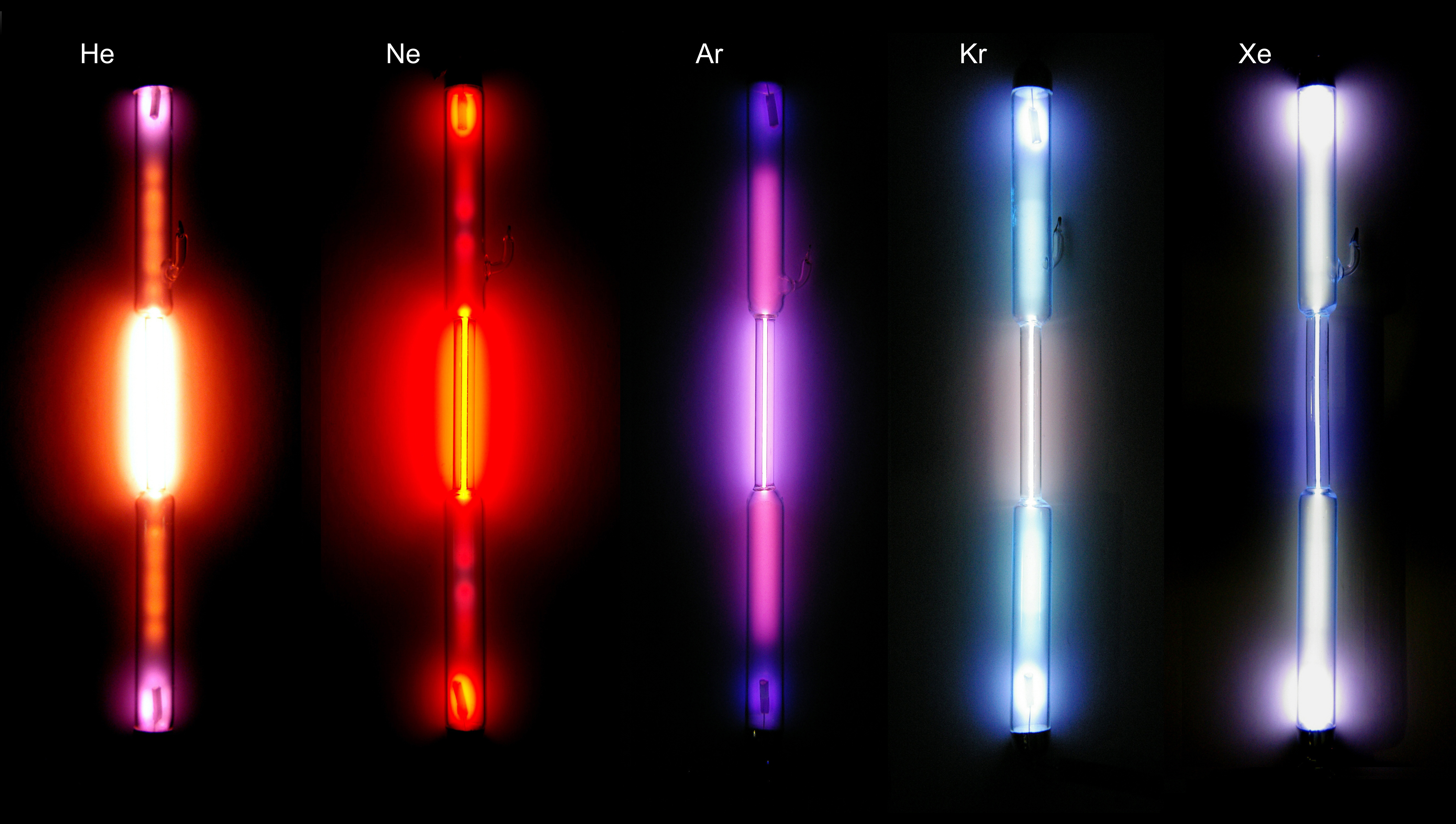
طیف لامپ تخلیه پر شده توسط گازهای نجیب